# معمورة (غندمان)
معمورة (بالفارسية: معموره) هي قرية تقع في إيران في قسم غندمان الريفي. يقدر عدد سكانها بـ 491 نسمة بحسب إحصاء 2016.